# 范志完
范志完（？—1643年），字叔恺，号成六，河南虞城縣人，明朝末年官員，崇禎辛未進士，官至遼東督師，因抗清不力被處決。

## 生平
幼時母作《八行图》以教之。天啟元年（1621年）辛酉科舉人，四年（1631年）联捷中式三甲一百一十名进士。吏部观政，授永平府推官，未赴任，以諫言降为湖广布政司检校，六年升宁国府推官，八年升户部山东司主事，九年升直隸真定府知府，十二年管关内道，十三年轉任山东按察司宁前道佥事等。崇祯十四年（1641年）冬，升右佥都御史、山西巡抚。
崇祯十五年（1642年）杨绳武去世，周延儒以范志完督师蓟辽，任兵部右侍郎，总督蓟州、永平、山海、通州、天津诸镇军务，改任兵部左侍郎，总督辽东。同年八月，清兵侵占墙子岭、蓟州城。志完不知兵事，生性胆怯，不敢与清兵决战，所守州县相继失陷。是年，山東兵備僉事雷演祚劾范志完督師山東時縱兵淫掠。崇祯十六年（1643年）清兵入塞，攻下海州、赣榆等縣，志完等观望不敢驰援。同年七月，崇祯帝在中左门召见群臣，亲审范志完，最後范遭誅殺。
志完有文才，嘗書寫石碑刻文，如山西崇慶寺所书“紫云山石碑”，韓文公祠的《游水岩歌》。著有《理官六箴》、《谕士六箴》、《功士六言》、《劝民九歌》等。